# 広島県での同和解放同盟による教育介入
広島県での部落解放同盟による教育介入（ひろしまけんでのぶらくかいほうどうめいによるきょういくかいにゅう）は、1970年代頃より広島県で始まった同和団体による過剰な教育介入のことである。
一般学生の学力低下が起こる一方で、同和地区の児童にだけ学力向上を目的とした個別授業が行われた。逆らう者には、地域自治体ぐるみの糾弾が実施された。また日の丸、国歌斉唱問題などに関連して追い詰められた教員の自殺者をだした。事態を知った国会で審議され、文部省が是正指導を行ったが、同和団体や教職員組合は長く抵抗を続けた。国旗国歌法が成立する原因ともなった。

## 同和団体の介入

### 背景
福山市や府中市を中心とする広島県東部では、1970年代ごろから部落解放同盟広島県連が小森龍邦という強力な指導者を得て強い勢力を持つことになり、日教組の下部組織である広島県教職員組合（広教組）と共同で、全国でも特異な「解放教育」が行れるようになった。1976年（昭和51年）、学年主任制が導入されると広島県教職員組合は反対闘争を強め、円滑な学校運営を優先するあまり広島県教育委員会はこれら団体との妥協を繰り返すことになった。問題が起きるたびに「協定」「覚え書」を交わすようになり、それらによって県教育長や校長が、同和団体や教職員労働組合の束縛を受けるようになった。1982年、小森は部落解放同盟の事実上の最高権力者である中央本部書記長に就任する。

### 八者合意の成立
1985年、当時の広島県知事竹下虎之助は、行政、広教組、部落解放同盟などの各組織が同和教育を連携して推進する、全国でも例のない「八者合意」（広島県知事、広島県議会議長、広島県教育委員会教育長、部落解放同盟広島県連合会、広島県教職員組合、広島県高等学校教職員組合、広島県同和教育研究協議会、広島県高等学校同和教育推進協議会の八者）を認めてしまう。これにより事実上広島県が、部落解放同盟の教育への介入を公認する形になり、これに連携した広教組により市内の公立学校に「日の丸・君が代問題」や「反天皇制」、「狭山事件の冤罪」などの特定のイデオロギーが教育に持ち込まれるようになった。その結果、校長らは指導計画や行事の進め方など学校運営の多くを、解放同盟地区支部を訪ねて協議した上でなければ決定できなくなり、解放同盟地区支部の同意がないと教職員は校長の指示に従わず、校長の権限も形骸化した。学校教育は、同和団体の視点から教育システムが総点検され、評価の悪い職員に対しては糾弾まがいの総括が横行するようになった。そのような事態となっても竹下知事は解放同盟との教育の連携について見直すつもりはないとして、この異常な状態はその後長く続くこととなる。戸手商業高校事件のように直接的な暴力事件も発生した。

### 二・二八文書
それらの誤った行為を是正すべき立場である広島県教育委員会は正しく機能しなかった。それどころか、1992年2月28日、当時の広島県教育長は、同和団体の意向を追認する形で国旗、国歌を否定した二・二八文書と呼ばれる文書を提出してしまう。教育委員会は、同和教育基底論という教職員組合の論理を否定せず、同和団体との事前協議や君が代斉唱禁止などを追認する形となった。

## 介入の内容
広島県の公立学校では、文部省が定めた「道徳」の教科は削除され、代わりに広島県独自に作成された「人権学習指導案」に基づいた「人権」という教科が行われた。「人権学習指導案」は、一番の眼目として、国旗、日の丸を焼き捨てた人の意見陳述書を取り上げて天皇制（日の丸、君が代、元号）は差別を助長してきたものであると生徒に教える内容となっており、文部省の定める指導要領に違反するものであった。卒業証書も西暦記載を推奨し、元号記載を希望する卒業生には「今まで何を学んできたのか」と叱責が行われた。国旗掲揚率は掲揚が義務化された1989年の段階で、福山市は全国最下位レベルの広島県の中でもさらに低く、小学校で約40%（全国平均95.7%）、中学校で40%以下（全国平均95.5%）、高校では0%（全国平均95.5%）であった。福山市内の小学校では「とうげ」と呼ばれる福山市教育委員会発行の解放教育読本が副教材として用いられ、例えば、低学年では「かわいそうなぞう」、高学年においては「人柱お糸の物語」という史実に基づかない伝説が採り上げられ、戦争の悲惨さや差別の過酷さが繰り返し教えられた。

### 学力の低下
同和解放教育の割り込みによって通常の授業時間が減少し、失われた授業は福山市の公立中学で、3年間で425時間（71日分）にもなった。学力に差があることは差別に繋がるとされ、成績優秀な生徒や学童を評価されず、学力差の存在は『悪』とされた。主要五教科の学習より、「人権学習」「平和学習」が重んじられ、同和問題や平和問題ばかりが授業中に取り上げられ、主要5教科の成績を心配した教師が補習を実施したところ、それだけで人権学習を蔑ろにしていると非難された。基礎学力の授業を圧迫されたことで、授業中に教師の話を聞かずにうつぶせたり、退屈そうにする生徒が逆に増えたとされる。また教師自身においても、同和問題ばかり教えるあまり、自分で教科の勉強をしなくなり難問が解けなくなるなど学力低下が進んだ。また教職員意識にも、「競争社会に加担するような受験指導はしたくない」、「予習や復習に意欲的に取り組む生徒がいても、あえて指導はしない」という風潮が生まれた。生徒間に学力差を作る学習環境は『悪』であるという思想は、「学ぶ情熱、教える情熱」を児童・生徒、教師から奪ってしまった。結果として広島県の公立学校の教育のレベルは低下し、「勉強をしたい子は私立学校へ」という保護者が続出するようになり、特に小森のお膝元の福山市ではその傾向は顕著であり、市内の公立学校を避けて岡山県の中学・高校へ通う“脱出組”の子供が続出した。不登校者数も、1999年度には県内公立小・中学校で3681名となり5年前の2.4倍に増加した。

### 糾弾
部落解放同盟は教職員組合にも強い影響力を持つようになり、校長ではなく部落解放同盟の指示に従う教員も増え、同和団体の教育への介入に反抗する学校管理職や教師は激しく糾弾されるようになった。これら「糾弾」などにより、1981年の桜丘小学校校長自殺を始め、1976年から1982年にかけて広島県東部で教育関係者の自殺は14名にもなり、その多くが教育現場の同和問題担当者か、同和問題でもめている職場の管理職であった。
糾弾は、学校や自治体が生徒や公務員を動員して個人を攻撃する形でも行われた。例えば1981年には、解放同盟が狭山事件の「闘争勝利」ワッペンを全校生徒の制服に取り付けようとしたことに反対した職員に対して、学校が生徒を動員して長時間の糾弾をさせるという事件も起きている。三次市では自治体が特定職員を「差別教師」だとして糾弾ポスター数千枚を作成して市内あちこちに貼って回る、職務から外すなど、行政ぐるみの糾弾がおこなれた。職員会議では、誰がどのような発言を行ったかが逐一解放同盟に報告され、解放同盟の意向に逆らう発言をした教員は、校長であっても激しい糾弾が行された。後の総理大臣の宮澤喜一は、「たくさんの人がいわばリンチにあい、職を失い、あるいは失望して公職をやめる。それは無限にあります」と語っている。

### 部落解放同盟員の教職員および管理者の存在
時として、教職員のみならず校長・教頭などの管理者自体が部落解放同盟の構成員や協力者である場合もあり、そうした学校では活動が先鋭化することがあった。
一例として、福山市に合併する前の神辺町では、教職員や管理者に部落解放同盟の構成員および協力者が相当数在職していたことから、生徒の些細な発言であっても、「学活」と称する長時間の糾弾が行われ、それ以外でも「差別発言」を口実とした生徒に対する、教師による集団での恫喝や体罰・暴力もあった。授業中での発言であれば即座に中断しての糾弾会となり、時には20時台までの長時間の居残りにもなった。この結果通常の授業に遅れが生じることにもなり、前述の解放教育の割り込みとも重なったことによる、学力の低下も問題視され、後述の日本共産党の批判と町議会での議席拡大につながった。

### 解放子ども会と解放奨学生
一方、一般生徒の学力が低下する傍らで、部落解放同盟は、各地に「解放子ども会」（小・中学生）や「解放奨学生」（高校生）とよばれる同和地区の少年少女組織を立ち上げ、教職員に特別に同和地区の子供を選別して指導するように迫った。具体的には学校での授業とは別に、それらの構成生徒だけを招集して特別授業を開催する「進路保証のための補習授業」が行われ、その開催回数は年間2000回（1回2時間）にもなる中学校もあった。この授業は「地域進出」とも呼ばれ、いわゆる落ちこぼれ対策ではなく、同和地区の生徒に特別な授業を行い、進学校に優先的に入学させるための家庭教師ないし塾のようなシステムであった。この「地域進出」に不熱心な教員は、差別教師であるとして糾弾されたり、職場で仲間外れにされ辞職に追い込まれた。このような行為は、同和加配の1つとされ同和教育集会所などで開催された。同様の問題は隣市の府中市でも同様であり、同和団体による市政や教育への干渉に行政は長年を費やして対応した。

## 文部省の対応

### 調査
この状況が1997年に「ゆがんだ福山市教育の実態」としてマスコミに報じられると、国会においても取り上げられ、1998年4月1日の参議院予算委員会に自民党の小山孝雄議員によって福山市内中学校の教諭が参考人として招致され、授業が成立しない、生徒が教員に暴力を振るうといった「荒れる学校」の実態を生々しく証言し、関係者に大きな衝撃を与えた。なお、同教諭もこの証言の前年に日の丸・君が代について賛否両論の授業を行ったため、広島県教職員組合の地区組織や部落解放同盟などから「差別教育を行った」として激しい糾弾を受けている。
参議院予算委員会を受けて、文部省（現文部科学省）は1998年4月27日に広島県に職員を派遣し、福山市教育長などから事情聴取を行った。この結果、道徳の時間が人権学習に置き換わるなど福山市の教育が文部省の指導要領を無視している実態が露見した。これらの「是正指導」は、「公教育の確立のために、教育介入の排除と教育の中立性の確保」が目的として掲げられ、小森が率いる部落解放同盟広島県連合会と教育との関係を断つ目的があった。調査では、1998年の福山市内中学校の入学式で国歌斉唱を行った中学校がゼロであることが判明し、一部の中学校では人権学習の指導案に「日の丸・君が代の歴史を学習し、日の丸は国旗ではなく、君が代は国歌ではないことを知らせる」といった内容まで発見された。他には「福山市同和教育研究協議会」の事務として市の教員が従事している、福山市の中学校の大半で生徒の指導要録が未記入などということも指摘された。

### 是正措置
1998年5月20日、文部省は上記の調査内容に基づき、広島県に対して是正命令を発表した。1998年には文部省特殊教育課長の辰野裕一が、広島県の新教育長として派遣された。1998年6月、元県教育長と福山市教育長（当時）が文書訓告、各教委幹部の19人が厳重注意の処分を受けた。9月までには、指導要録の記入、学校長と教職員団体学校分会との間で交わされ、校長の職務権限を逸脱した内容の確認書の是正、校長の職務権限を越えた職員会議の是正などの是正内容が指示され、その後も、人権教育の内容、「道徳」から「人権」に変更された授業の内容、授業時間の確保などの是正指示が続いた。教職員組合などと交わした同和教育に関する推進、連携の文書も破棄させた。 広島県高等学校人権・同和教育研究協議会（広同教・高同教）への補助金も停止された。

## 同和団体や教職員組合の抵抗
これに対し、小森龍邦や広島県教職員組合は抵抗の姿勢を示した。福山市教育委員会では、それまで教師が同和地区の子供だけに特別補習授業をしていた「地域進出」が終了されたことに対抗して2001年度から部落解放同盟が主催してこれまで同様に「同和地区」児童・生徒が参加する教科学習会に対して、補助金を出す「学力向上地域支援事業」が開始され、引き続き同和地区の児童・生徒の特別扱いを続けた。小森龍邦は、文部省による是正措置によってこそ学力低下が進行し、不登校や中途退学も増加したとして、一連の是正措置を批判した。精神疾患で休職する教職員についても是正措置が原因であると反論している。「新自由主義」、「差別と選別」による教育では全人格的な人間力は養えないとして「ゆとり教育」の復活を唱えた。是正措置に抵抗する県教組や県高教組、教職員が原告となって7件の訴訟も起こされた。1999年には、同じ広島県東部の広島県立世羅高等学校で校長が教職員と文部省通達との板挟みになって卒業式前日に自殺したことが、全国的な注目を集めることになる。学校の教職員が、卒業式に国歌斉唱と国旗の掲揚をするなら卒業式を教職員がボイコットするとして、校長に文部省の是正措置を執拗に無視するように迫っていた。文部科学省の通達と、それに反対する日本教職員組合傘下の広島県高等学校教職員組合（広島高教組）の組合員教職員や部落解放同盟広島県連合会の間で板挟みとなった結果の自殺であった。結局、自殺の翌日行われた卒業式では教職員の望み通り、国歌斉唱と国旗掲揚は実施されなかった。地方公務員災害補償基金広島県支部は校長の自殺を、教職員の抵抗に追い込められたことが要因であるとし、2006年に公務災害に認定した。その他にも、民間出身であった尾道市立高須小学校校長、尾道市教育委員会の教育次長が自殺した。

## 処分
文部省の調査結果から広島県教育委員会では18人、福山市教育委員会では3名が処分されたことなどから、福山市の教育は文部省の指導要領に沿った内容に改められていった。福山市における卒業式の国旗・国歌の実施率は2000年（平成12年）度以降、小中高ともに100%となったが、授業時数の大幅な不足はその後も続き、2001年度にも授業の1単位時間を恒常的に短縮したり安易に授業カットを行ったとして、翌2002年に福山市教育委員会は文部科学省から直接の指導を受けた（他の問題のあった自治体については県を通じての指導）。是正指導の後の4年間で指導に従わなかった延べ368人の職員が処分を受けた。

## 民事訴訟
広島県の教職員では当時「破り年休」という行為が行われていた。これは有給休暇を申請しておいて同和団体の集会や労働組合に参加し、参加後に提出していた有給休暇申請書を破棄し、何事もなければ一切の書類に記録を残さず、有給休暇を非消化にする行為である。広島県教育委員会も、「破り年休」は認知していたが黙認していた。1998年の文部省の調査により、この「破り年休」は給与の不正受給行為だとして是正が求められた。文部省からの是正命令により、広島県は平成10-11年の間に裏付けが取れた69名の教員から、不正に受給した給与580万円の返還を求めた。1審の広島地裁は広島県の請求を棄却したが、2007年2月の広島高裁は広島県の訴えを認め、教員側に不当利益を返還するように命令した。一方で県側も「校長らが（教員に対して）適切な指導を怠ったため不当利得を招いた」として、返還額を290万円に減額した。

## その後の影響
上記の世羅高校での校長自殺事件が元で、国旗国歌法が成立することになった。しかし、広島県教育組合は2003年にも文部省による是正指導を批判し、その排除を主張するなど、その後も当分影響を残した。福山市の公立小中学校の授業時数不足は是正されるようになったが、2007年の全国学力・学習状況調査において、広島県全体では全国平均を上回ったにもかかわらず、福山市は全国平均を下回るなど、学力が全国・県平均を下回る状況は2012年現在も続いている。なお、2010年の全国学力・学習状況調査（全国学力テスト）において、福山市は「採点の信頼性を確保することが難しく、全市一斉で教職員に新たな業務を課してまで行う意義は見いだしにくい」として県内の自治体としては（抽出校を除き）唯一参加しなかった。広島県全体としては、「教育県広島の復活」を旗印に県教育委員会は学力向上を狙った施策を打ち出すなどして、一定の効果が得られている。具体的には2000年度に県公立高校13校を進学指導拠点校に選定し、国公立大などの合格者数を数値目標として求める代わりに150万-300万円の予算が手当した。教員を他県の進学校に研修に行かせたり、隣県の進学校との合同合宿などが行われるようになった。これらの施策により1999年度センター入試は47都道府県の中で37位であったが、2000年度は32位、2004年度は22位と改善傾向となった。東広島市には、「広島の教育改革を具現化した」という県立初の中高一貫教育校広島県立中学校高等学校が設立された。しかし、これらの改革に対しても広島県高校教職員組合は、「偏差値学力は時代遅れ」と反発している。2001年度には、広島県の同和対策事業が原則終了し、同和地区や同和関係者に限定された行政事業が廃止された。
広島県議の高山博州は、「教師は聖職ではなく労働者であり、校長も教頭も教員も生徒も平等、先生とは呼ばないといった風潮の中で、教師は誇りと自覚を喪失し、生徒や保護者や地域からの信頼を喪失し教育の基盤が崩壊して行った。」と述べた。そして、そのような状況で教育を受けた子供たちが成長して親となり、教師に対する尊敬の念を持たないモンスターペアレンツになっているとした。また、教職に対する憧れも失われ教員不足の大きな原因になっていると指摘し、今なお強い影響を残していることが危惧した。

## 特記事項
かねてから部落解放同盟に批判的だった日本共産党とその傘下の全国部落解放運動連合会（全解連）は当然ながら地方選挙・国政選挙で批判キャンペーンを行った。批判の内容は、部落解放同盟の教育介入排除、授業時間確保による学力重視などが主で、憲法・国旗・国歌・国防・道徳に対する扱いなどの政治的主張の違いを除き、後年の自由民主党など保守系団体や文部科学省によるものに類似していた。
神辺町では、1986年の町議会議員選挙に、日本共産党員であった当時の町内の中学校のPTA関係者が新人候補として出馬し、集中的に前述の問題点に関する批判を政策として掲げ、同時に隣県の岡山県において、井原市や笠岡市には部落解放同盟の地方組織が実質的に存在せず、全解連による活動が行われていることや学校教育に介入していないことにも触れていた。結果的に同候補が当選して日本共産党が町議会での議席を当時の現職と併せて2議席に拡大するに至った。
「オートバイと自動車の三ない運動」に関しては、部落解放同盟広島県連合会や広島県教職員組合も、広島県および教育委員会とは対立せず、むしろ協力・推進する姿勢を取っていた。